# Oskar Schindler
Oskar Schindler (28 tháng 4 năm 1908 – 9 tháng 10 năm 1974) là kỹ nghệ gia người Đức sinh tại Moravia. Ông được cho là đã cứu mạng gần 1.200 người Do Thái trong thời kỳ Holocaust bằng cách thuê họ làm công nhân trong các nhà máy sản xuất đồ pháp lam của mình ở nơi mà ngày nay thuộc Ba Lan và xưởng sản xuất đạn dược ở nơi mà ngày nay thuộc Cộng hòa Séc. Ông là chủ đề của cuốn tiểu thuyết Schindler's Ark, và bộ phim giành giải Oscar năm 1993 dựa trên tiểu thuyết này Bản danh sách của Schindler.

## Thời trẻ
Schindler sinh ngày 28 tháng 4 năm 1908 tại Zwittau, Moravia, Đế quốc Áo-Hung, trong một gia đình người Đức ở Tiệp Khắc. Cha mẹ ông - Hans Schindler và Franziska Luser - ly dị khi ông được 27 tuổi. Oskar luôn rất thân thiết với cô em gái, Elfriede. Schindler lớn lên trong môi trường Giáo hội Công giáo Rôma, tuy nhiên ông chỉ là một người Công giáo thờ ơ với tôn giáo, mặc dù không hề bỏ đạo. Sau khi học xong, ông làm người bán hàng.
Ngày 6 tháng 3 năm 1928, Schindler kết hôn với Emilie Pelzl (1907–2001), con gái của một chủ nông trại khá giả người Đức ở Tiệp Khắc sống tại Maletein. Là người Công giáo ngoan đạo, Emilie được giáo dục trong một tu viện gần nhà. Trong thời kỳ Đại khủng hoảng, Oskar đã thay đổi việc làm nhiều lần. Ông cũng đã thử bắt tay vào nhiều việc kinh doanh khác nhau, nhưng luôn luôn thất bại. Ông gia nhập Sudetendeutsche Partei (Đảng người Đức ở Tiệp Khắc) của những người ly khai năm 1935. Mặc dù chính thức là một công dân Tiệp Khắc, Schindler cũng làm gián điệp cho Abwehr (Cơ quan tình báo của quân đội Đức quốc xã), lúc đó do đô đốc Wilhelm Canaris chỉ huy. Ông bị kết án tội làm gián điệp và bị chính phủ Tiệp Khắc cầm tù trong tháng 7 năm 1938, nhưng sau Hiệp ước München, ông được phóng thích như một tù nhân chính trị. Năm 1939 Schindler gia nhập Đảng Quốc xã. Một nguồn tin cho rằng ông cũng vẫn tiếp tục làm việc cho Canaris và Abwehr, mở đường cho cuộc xâm lược Ba Lan của Wehrmacht vào ngày 01 tháng 9 năm 1939.

## Chiến tranh thế giới thứ hai
Là một doanh nhân cơ hội, Schindler là một trong rất nhiều người tìm cách kiếm lợi nhuận từ Cuộc tấn công Ba Lan. Ông giành được quyền sở hữu một nhà máy sản xuất đồ pháp lam ngưng hoạt động ở Kraków bị tòa án tuyên bố phá sản, tên là Pierwsza Małopolska Fabryka Naczyń Emaliowanych i Wyrobów Blaszanych "Rekord", mà ông đã đặt tên lại là Deutsche Emaillewaren-Fabrik (Nhà máy sản xuất đồ tráng men Đức) hoặc DEF (location). Với sự giúp đỡ của nhân viên kế toán người Do Thái nói tiếng Đức tên Itzhak Stern, Schindler kiếm được khoảng 1.000 công nhân Do Thái lao động cưỡng bách làm việc ở đây.
Schindler nhanh chóng thích nghi lối sống với thu nhập của mình. Ông đã trở thành một khách mời được tôn trọng tại các buổi tiệc của các sĩ quan SS, có các cuộc trò chuyện dễ dàng với các sĩ quan SS cao cấp, thường vì lợi ích của mình. Ban đầu Schindler có thể đã có động cơ thúc đẩy vì tiền, vì chi phí lao động của người Do Thái rẻ, nhưng sau đó ông bắt đầu bao che cho các công nhân của mình mà không quan tâm tới chi phí. Chẳng hạn, ông tuyên bố rằng một số người lao động không có tay nghề là cần thiết cho nhà máy.
Trong khi chứng kiến một cuộc bố ráp ghetto Kraków năm 1943, nơi các binh sĩ đã được sử dụng để vây bắt các cư dân đưa xuống tàu chở tới Trại tập trung ở Płaszów, Schindler đã thất kinh bởi việc giết nhiều người Do Thái đã từng làm việc cho ông. Ông là một người có tài thuyết phục, nên sau cuộc bố ráp đó, ngày càng sử dụng mọi sự khôn khéo của mình để bảo vệ "Schindlerjuden" (các người Do Thái của Schindler), như họ được gọi vậy. Tác giả Eric Silver trong quyển "The Book of the Just" kể rằng có một lần hai người Gestapo đến văn phòng của Schindler yêu cầu ông giao nộp một gia đình 5 người đã mua giấy tờ tùy thân giả mạo của Ba Lan. Schindler cho biết là 3 giờ sau khi họ vào văn phòng, thì 2 người Gestapo say rượu đi lảo đảo ra khỏi văn phòng của tôi mà không có tù nhân và cũng không có các tài liệu buộc tội mà họ đã yêu cầu. Cương vị đặc biệt của nhà máy ("kinh doanh thiết yếu cho nỗ lực chiến tranh") đã trở thành yếu tố quyết định cho những nỗ lực của Schindler để hỗ trợ các công nhân Do Thái của mình. Bất cứ khi nào "người Do Thái của Schindler" bị đe dọa trục xuất, ông đều đòi miễn cho họ. Các bà vợ, các trẻ em, và thậm chí cả những người khuyết tật đều tỏ ra là những công nhân cơ khí và công nhân kim loại cần thiết.
Bên trong nhà máy, các công nhân Do Thái được đối xử lịch sự tử tế, không có "la hét, lạm dụng,và giết chết tùy tiện" như thường xảy ra ở trại Płaszów kế bên. Những người Do Thái có thể cầu nguyện hàng ngày với minyan, tụ tập ban đêm để học Chumash và trao đổi lời kinh Torah cùng các truyện Gedolim. Vào lúc chấm dứt ngày Shabbat, các công nhân tụ tập để ăn bữa thứ ba ngày shabbat và hát zemirot, đọc kinh Torah, cùng kể các truyện của tzaddikim (những người công chính).
Schindler đã bị bắt 3 lần do bị tình nghi có các hoạt động chợ đen và đồng lõa trong tội biển thủ, cũng như phạm luật Nuremberg bằng việc hôn một cô gái Do Thái. Amon Göth, viên chỉ huy trại Płaszów, và các lính gác SS sử dụng tài sản của người Do Thái (như tiền bạc, nữ trang, và sản phẩm nghệ thuật) cho bản thân họ, mặc dù theo luật thì thuộc về Nhà nước. Schindler đã thu xếp việc bán các mặt hàng đó trên thị trường chợ đen. Tuy nhiên không một vụ bắt giữ nào được đưa ra xét xử, chủ yếu là bởi vì ông đã hối lộ các quan chức chính phủ để tránh bị điều tra thêm.
Khi Hồng Quân tới gần Trại tập trung Auschwitz và các trại tập trung ở miền cực đông khác, thì SS bắt đầu di tản các tù nhân giam giữ về phía tây. Mietek Pemper, viên thư ký riêng của Amon Göth, báo cho Schindler biết các kế hoạch của Đức quốc xã là đóng cửa mọi nhà máy không tham gia trực tiếp vào nỗ lực chiến tranh, trong đó có nhà máy sản xuất đồ pháp lam của Schindler. Pemper cũng thuyết phục và khuyến khích Schindler chuyển việc sản xuất đồ pháp lam sang sản xuất các lựu đạn chống chiến xa trong một nỗ lực cứu các công nhân Do Thái của Schindler. Được mách bảo việc đóng cửa nhà máy, Schindler thuyết phục các quan chức SS cho phép ông di chuyển 1.200 công nhân Do Thái của mình tới Brünnlitz, trong vùng Sudetenland nói tiếng Đức, do đó giúp cho họ khỏi bị chết trong các phòng hơi ngạt. Mietek Pemper tiếp tục hỗ trợ nỗ lực của Schindler bằng cách biên soạn và đánh máy danh sách 1.200 người Do Thái – 1.000 công nhân của Schindler và 200 người sống chung khác - những người đã được gửi tới Brünnlitz trong tháng 10 năm 1944.
Ở Brněnec, Schindler đã kiếm được một nhà máy sản xuất của người Do Thái trước đây, được dự kiến sẽ sản xuất lựu đạn cầm tay và các bộ phận tên lửa V2. Hiện chưa rõ có bao nhiêu vũ khí đã được thực sự sản xuất ở đây. Ngay sau chiến tranh Schindler và một số công nhân cho biết rằng đã không sản xuất sản phẩm được dùng cho nỗ lực chiến tranh của Đức, và thậm chí là một số hoặc tất cả các sản phẩm đã được cố ý sản xuất có lỗi (để không sử dụng được).

## Sau chiến tranh
Schindler và vợ chạy sang khu Hoa Kỳ kiểm soát ở Áo, thoát khỏi bị truy tố bằng cách ăn mặc quần áo tù nhân và mang theo một lá thư chứng minh các hành động anh hùng của họ. Vào lúc chấm dứt chiến tranh, Schindler đã tiêu toàn bộ gia tài của mình để hối lộ và mua sắm các đồ dự trữ ở chợ đen cho các công nhân của ông. Hầu như bị túng thiếu, ông di chuyển ngay tới Regensburg và sau đó München, nhưng đã không làm ăn khấm khá được ở nước Đức thời hậu chiến. Trong thực tế, ông đã buộc phải nhận sự trợ giúp từ các tổ chức Do Thái. Cuối cùng, Schindler di cư sang Argentina năm 1948, nơi ông bị phá sản. Ông rời bà vợ Emilie của mình năm 1957 và trở về Đức vào năm 1958, nơi ông đã có một loạt các việc kinh doanh mạo hiểm không thành công. Schindler tới cư ngụ trong một căn hộ nhỏ ở số 4 Am Hauptbahnhof tại Frankfurt am Main, Tây Đức và lại cố gắng – với sự giúp đỡ của một tổ chức Do Thái – thiết lập một nhà máy xi măng. Nhà máy này cũng bị phá sản năm 1961. Những người chung vốn kinh doanh hủy bỏ việc cộng tác. Năm 1968 ông bắt đầu lãnh một khoản tiền hưu nhỏ của chính phủ Tây Đức.

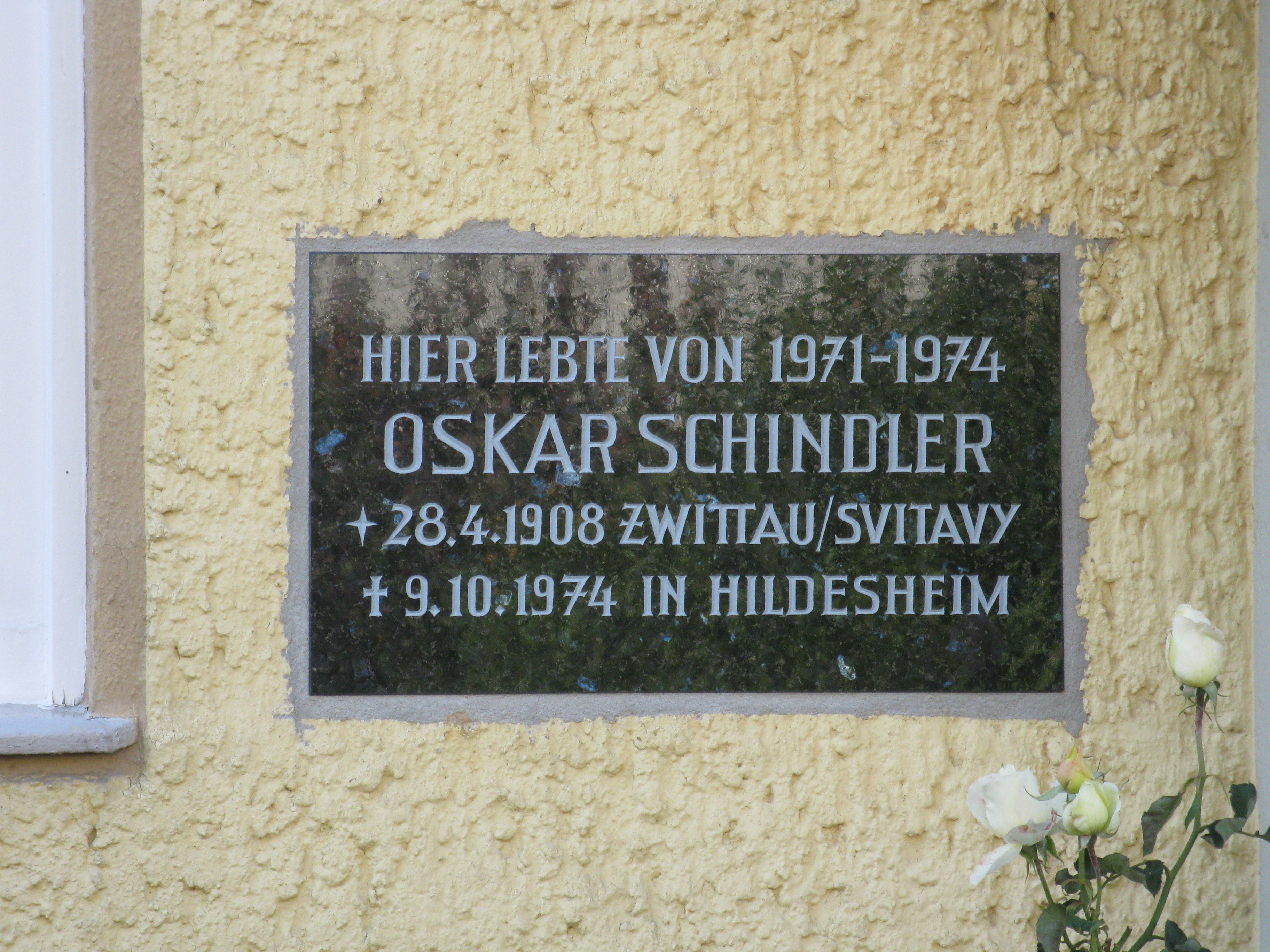
Tấm biển tưởng niệm tại số 30 Goettingstrasse, Hildesheim

Năm 1971, Schindler dọn về sống chung với các bạn hữu ở số nhà 30 Goettingstrasse, Hildesheim. Do bị bệnh tim, ông được đưa đến bệnh viện Saint Bernward ở Hildesheim ngày 12.9.1974, và ông qua đời ngày 9.10.1974 với sự hiện của gia đình và bạn hữu, thọ 66 tuổi. Ông chết mà không có một xu dính túi; mọi chi phí cho những ngày ông nằm trong bệnh viện được cơ quan an sinh xã hội của thành phố Hildesheim thanh toán.

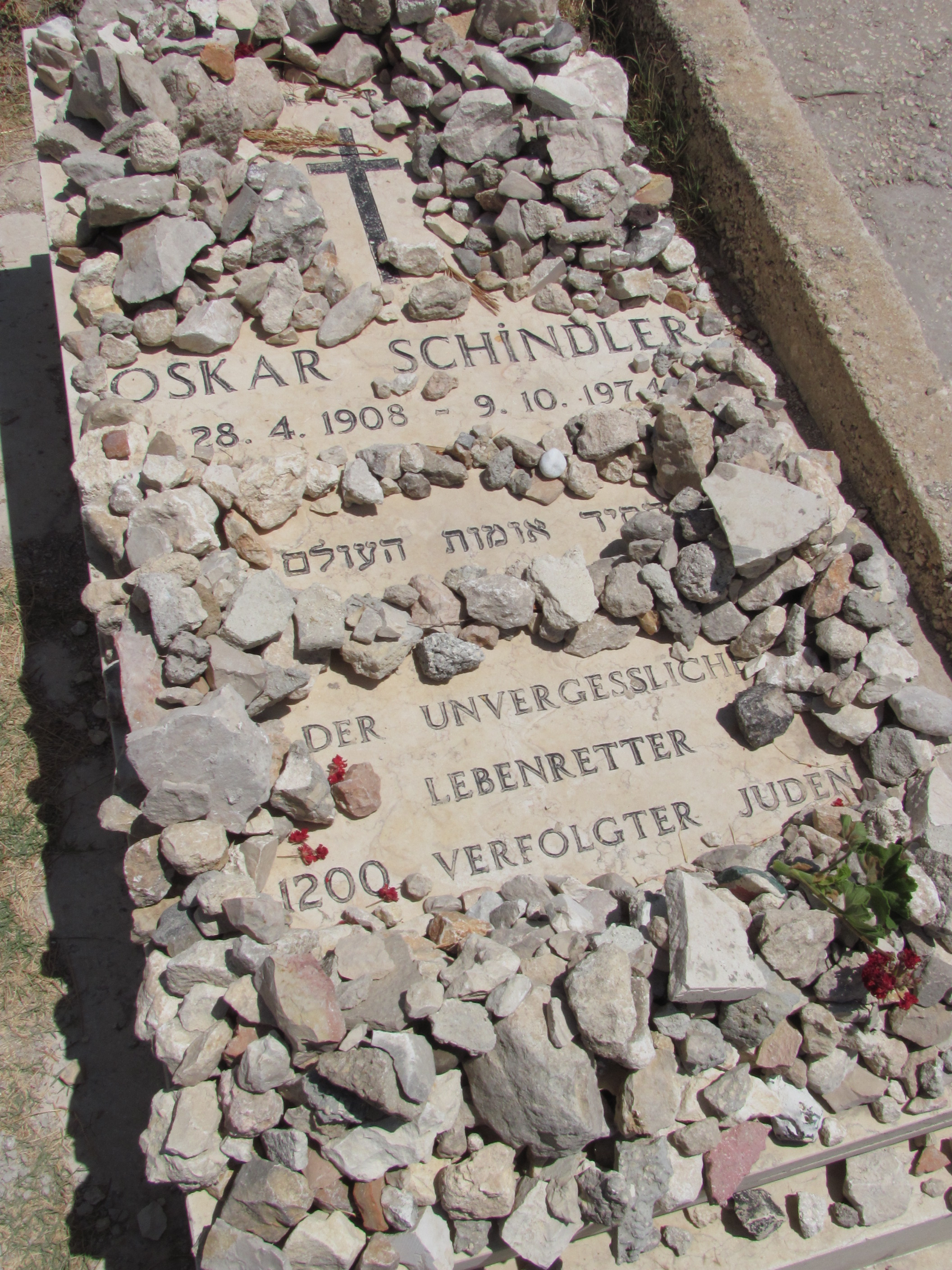
Mộ Schindler

Schindler muốn được mai táng ở Jerusalem, như ông từng nói "Các con tôi ở đây". Sau lễ cầu hồn, Schindler được an táng trong nghĩa trang Công giáo của Dòng Phanxicô trên Núi Zion, mà chỉ một đảng viên duy nhất của đảng Quốc xã được hưởng vinh dự này. Một bảng hiệu ở lối vào nghĩa trang chỉ đường cho những người thăm viếng "Tới mộ của Oskar Schindler".

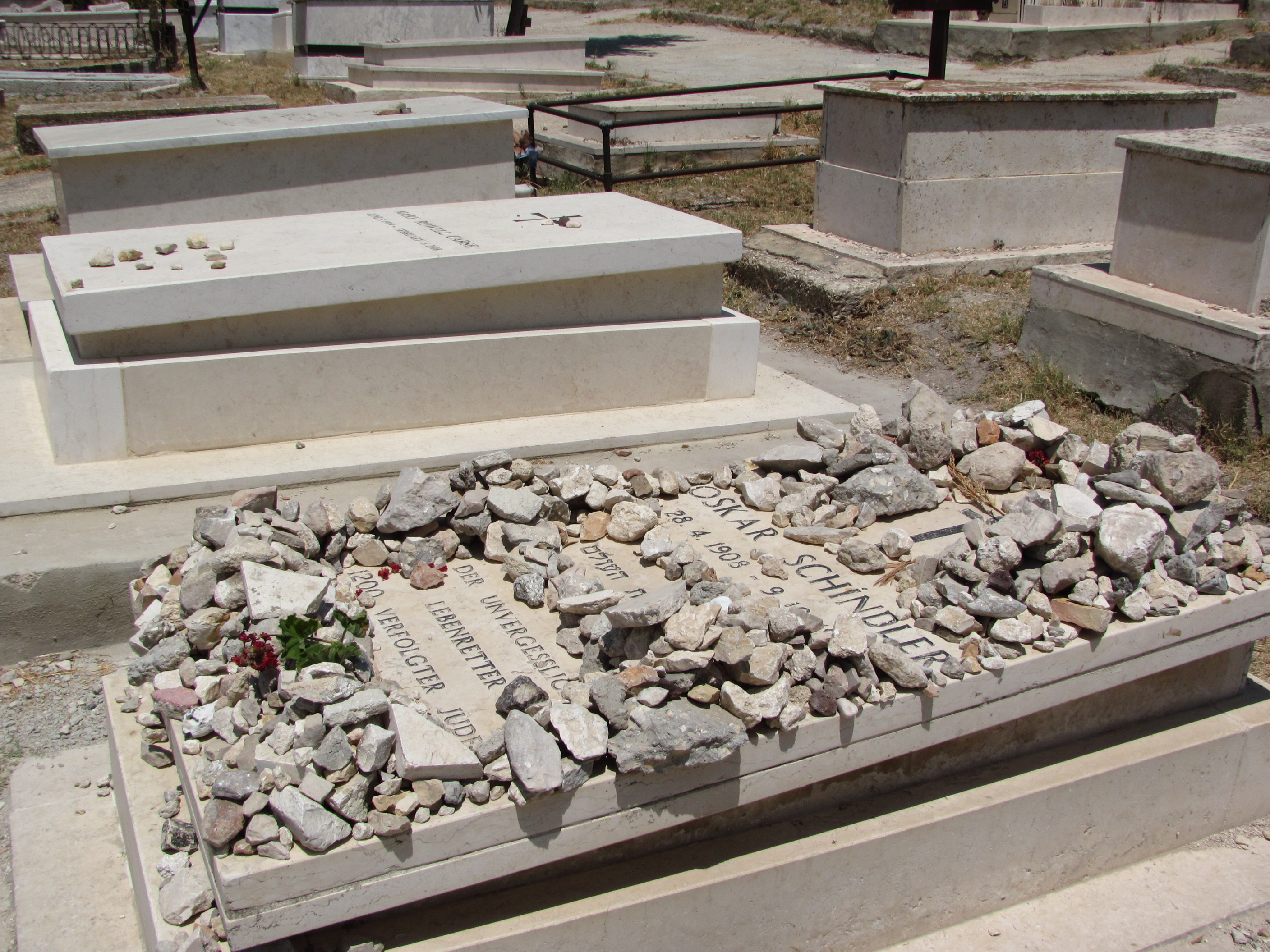
Cảnh nhìn bên cạnh mộ của Schindler, các cục đá nhỏ xếp chồng lên nhau do các khách Do Thái thăm viếng để lại

Mộ của Schindler nằm ở sườn núi bên dưới cổng Zion và tường thành cổ Jerusalem. Các cục đá được đặt trên bề mặt ngôi mộ là một dấu hiệu của lòng biết ơn từ các khách Do Thái thăm viếng, theo truyền thống Do Thái, dù rằng Schindler không phải là người Do Thái. Trên mộ của ông, có câu khắc bằng tiếng Hebrew: "Righteous among the Nations" (ngay thẳng chính trực giữa các dân tộc), một câu kính cẩn của Nhà nước Israel sử dụng để mô tả những người không phải là Do Thái đã liều mạng sống của họ trong thời kỳ Holocaust để cứu những người Do Thái khỏi bị Đức quốc xã tiêu diệt. Câu khắc bằng tiếng Đức như sau: "The Unforgettable Lifesaver of 1200 Persecuted Jews" (Người cứu sống 1.200 người Do Thái bị bách hại đáng ghi nhớ).
Không ai biết rõ lý do nào đã thúc đẩy hành động cứu vớt người Do Thái của Schindler. Ông được trích dẫn là đã nói rằng "Tôi biết những người làm việc cho tôi... Khi bạn biết người, bạn phải đối xử với họ giống như con người".
Nhà văn Herbert Steinhouse - người đã phỏng vấn Schindler năm 1948 theo yêu cầu của một số Schindlerjuden (các người Do Thái của Schindler) sống sót – đã viết:
"Kỳ công đặc biệt của Oskar Schindler phát sinh chính từ ý thức căn bản về tính đúng đắn và nhân bản mà thời đại giả tạo chúng ta ít khi thành thật tin tưởng vào. Một kẻ cơ hội ăn năn hối hận nhìn thấy ánh sáng và nổi dậy chống việc tàn ác cùng việc phạm trọng tội vô cùng ghê tởm chung quanh mình. Kết luận này có thể là đơn giản đáng thất vọng, nhất là đối với mọi nhà phân tích tâm lý nghiệp dư, những người thích động cơ sâu hơn và bí ẩn hơn có thể - đúng vậy - vẫn còn chưa được xem xét kỹ và chưa được đánh giá. Tuy nhiên, một giờ với Oskar Schindler ủng hộ niềm tin vào câu trả lời đơn giản."

## Di sản

### Bản danh sách của Schindler(Schindler's Ark)
Chuyện của Schindler, được Poldek Pfefferberg một người sống sót từ Holocaust thuật lại, là cơ sở cho quyển Schindler's Ark của Thomas Keneally (tiểu thuyết này được xuất bản ở Hoa Kỳ dưới tên Schindler’s List), đã được chuyển thể thành chuyện phim Bản danh sách của Schindler năm 1993 bởi Steven Spielberg. Trong phim này vai Schindler do Liam Neeson diễn xuất, vai diễn của anh đã được đề cử choGiải Oscar cho nam diễn viên chính xuất sắc nhất. Phim này đã đoạt 7 giải Oscar, trong đó có Giải Oscar cho phim xuất sắc nhất. Sự nổi bật của bộ phim của Spielberg đã đưa Schindler vào nền văn hóa bình dân. Vì phim này cung cấp nguồn hiểu biết duy nhất về Schindler cho hầu hết mọi người. Nhiều người thường cho rằng phim của Spielberg mô tả Schindler: như một người theo bản năng bị điều khiển bởi lợi nhuận phi luân lý, tuy nhiên ở một số thời điểm đã thực hiện một quyết định lặng lẽ nhưng có ý thức rằng việc bảo vệ cuộc sống của những người lao động Do Thái của mình là đòi hỏi cấp bách, thậm chí nếu phải thanh toán các khoản tiền lớn để mua sự nhắm mắt làm ngơ của những người Đức quốc xã.
Các phim khác về Schindler trong đó có phim tài liệu của truyền hình Anh năm 1983 do Hãng truyền hình Thames sản xuất, do Sir Dirk Bogarde kể chuyện, mang tên "Schindler: The Documentary (phát hành ở Hoa Kỳ năm 1994 dưới tên "Schindler: The Real Story), và một loạt phim ngắn đặc biệt phát trên A&E Biography (Mỹ) năm 1998 Oskar Schindler: The Man Behind the List.

### Va li của Schindler

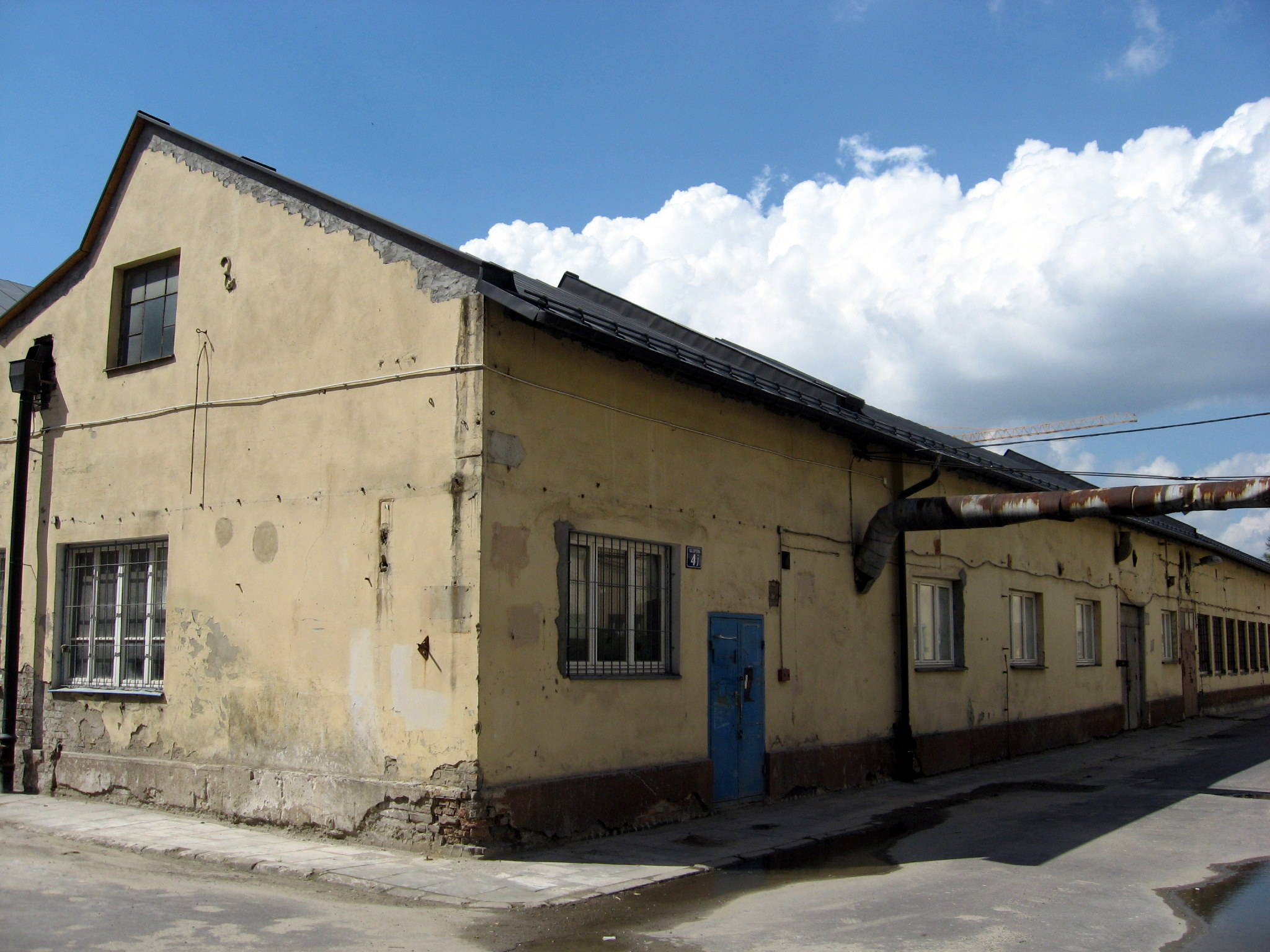
Nhà máy sản xuất đồ pháp lam của Schindler năm 2009

Cuối năm 1999 một va li của Schindler đã được phát hiện, có chứa trên 7.000 tấm ảnh và tài liệu, trong đó có Bản danh sách các công nhân Do Thái của Schindler. Tài liệu này ghi trên các tờ giấy văn phòng có tiêu đề nhà máy sản xuất đồ pháp lam của ông, đã được gửi cho cơ quan SS, nói rằng các công nhân có tên trên đó là những người lao động thiết yếu (cho xí nghiệp). Các bạn của Schindler tìm thấy chiếc va li này trên gác xép của căn nhà ở Hildesheim, nơi ông cư ngụ vào lúc sắp qua đời. Các bạn ông đưa va li tới Stuttgart, và các tài liệu phát hiện được đăng trên báo Stuttgarter Zeitung. Các thứ chứa trong va li này, trong đó có bản danh sách tên những người mà ông đã cứu sống cùng bản văn bài phát biểu giã biệt các công nhân Do Thái của mình năm 1945, nay được gìn giữ trong Nhà bảo tàng Holocaust của Yad Vashem ở Israel.

### Danh sách các người của Schindler
Đầu tháng 4 năm 2009, một bản danh sách thứ hai được phát hiện ở Thư viện bang New South Wales, Úc bởi các công nhân lục soát các hộp tư liệu do tác giả Thomas Keneally thu thập. Tập tài liệu 13-trang giấy màu vàng và mỏng dòn, đã được sắp xếp giữa các ghi chú nghiên cứu và những mẩu bài báo gốc cắt ra. Danh sách này do Leopold Pfefferberg -người được ghi trong danh sách là công nhân số 173 - trao cho Keneally vào năm 1980. hơi khác chút ít so với danh sách kia, nhưng dù sao vẫn được coi là chân chính và xác thực. Người ta tin là nhiều danh sách đã được lập ra trong chiến tranh vì số người được bảo vệ đã thay đổi. Danh sách cá biệt này đề ngày 18 tháng 4 năm 1945, đã được Pfefferberg trao cho Keneally, khi ông ta thuyết phục Keneally viết câu chuyện của Schindler. Trong những tháng cuối cùng của cuộc chiến, các trại Đức quốc xã tăng cường những nỗ lực tiêu diệt người Do Thái của họ. Danh sách này được tin là đã cứu cuộc sống của 801 người khỏi bị chết trong các phòng hơi ngạt. Chính danh sách này, cùng các biến cố chung quanh thời điểm đó, đã gợi ý cho Keneally viết cuốn tiểu thuyết của mình.